# Bouchra Moudou
Bouchra Moudou (20 augustus 1986) is een Nederlands voetballer die tot 2013 uitkwam voor ADO Den Haag.

## Carrière
Moudou maakt in 2007 de overstap van sc Buitenveldert naar AZ om mee te doen in de nieuwe Eredivisie voor Vrouwen. In 2008, 2009 en 2010 werd ze landskampioen met de club. Daarna vertrok ze naar FC Zwolle. Na een jaar voor vertrok ze alweer en ging naar VV Reiger Boys waar ze ook maar een jaar bleef. In 2012 sloot ze aan bij ADO Den Haag en in 2013 bij ASV Wartburgia.

### Carrièrestatistieken
| Seizoen                   | Club            | Land            | Competitie         | Competitie | Competitie | Beker | Beker | Internationaal | Internationaal | Overig | Overig | Totaal | Totaal |
| Seizoen                   | Club            | Land            | Competitie         | Wed.       | Dlp.       | Wed.  | Dlp.  | Wed.           | Dlp.           | Wed.   | Dlp.   | Wed.   | Dlp.   |
| ------------------------- | --------------- | --------------- | ------------------ | ---------- | ---------- | ----- | ----- | -------------- | -------------- | ------ | ------ | ------ | ------ |
| 2006/07                   | AZ              | Nederland       | Eredivisie         | –          | 0          | –     | 0     | –              | –              | –      | –      | 0      | 0      |
| 2007/08                   | AZ              | Nederland       | Eredivisie         | 13         | 3          | 0     | 0     | –              | –              | –      | –      | 13     | 3      |
| 2008/09                   | AZ              | Nederland       | Eredivisie         | 11         | 0          | 0     | 0     | –              | –              | –      | –      | 11     | 0      |
| 2009/10                   | AZ              | Nederland       | Eredivisie         | 11         | 0          | 0     | 0     | –              | –              | –      | –      | 11     | 0      |
| 2010/11                   | PEC Zwolle      | Nederland       | Eredivisie         | 20         | 1          | 0     | 0     | –              | –              | –      | –      | 20     | 1      |
| 2011/12                   | VV Reiger Boys  | Nederland       | Topklasse          | –          | –          | –     | –     | –              | –              | –      | –      | –      | –      |
| 2012/13                   | ADO Den Haag    | Nederland       | BeNe League Orange | 22         | 0          | 0     | 0     | –              | –              | –      | –      | 22     | 0      |
| Carrière totaal           | Carrière totaal | Carrière totaal | Carrière totaal    | 77         | 4          | 0     | 0     | 0              | 0              | 0      | 0      | 77     | 4      |
| Bijgewerkt tot 9 mei 2015 |                 |                 |                    |            |            |       |       |                |                |        |        |        |        |

## Erelijst

### MetAZ
| Nationaal                |    |                           |
| Nederlands Landskampioen | 3x | 2007/08, 2008/09, 2009/10 |

### MetADO Den Haag
| Nationaal  |    |         |
| KNVB beker | 1x | 2012/13 |